# Paradise in the summer
「Paradise in the summer」（パラダイス・イン・ザ・サマー）は、愛乙女★DOLLの3枚目のインディーシングル。2013年6月18日にアクアルナ・エンターテイメントから発売された。

## 概要
前作「ビターチョコ・バレンタイン」から約4ヶ月ぶりとなる2013年第2弾シングル。オリコンチャートにてインディーズデビュー以来初のデイリー1位を獲得。週間チャートも10位と初のTOP10入りを果たした。

## 収録曲
1. Paradise in the summer
作詞：H(eichi)
作曲・編曲：新屋豊
2. 流れ星
作詞・作曲・編曲：黒澤直也
3. GO!! MY WISH!!(KUJIRA REMIX)
作詞：まい
作曲・編曲：CHEEBOW
4. Paradise in the summer(Instrumental)
5. 流れ星(Instrumental)